# Sharks FC
Der Sharks FC war ein nigerianischer Fußballverein aus der Küstenstadt Port Harcourt. Er spielte in der Nigeria Professional Football League, der höchsten Spielklasse des Landes. Im Jahr 2016 fusionierte der Verein mit dem Dolphins FC zum Rivers United FC.

## Geschichte
Der Verein wurde 1972 gegründet und ging aus dem Portharcourt Red Devils hervor. Er gehörte zu den Gründungsmitgliedern der nigerianischen Profiliga 1990. Er vertrat den Bundesstaat Rivers und war auch vollständig im Besitz der Regierung des Bundesstaates, ebenso wurde er von ihr finanziert. 1996 wären sie Meister geworden, nach einer Auseinandersetzung mit dem nigerianischen Fußballverband wurde ihnen aber der Titel nicht zugestanden. 1998 und 1999 war der Verein von der Meisterschaft ausgeschlossen, da er sich auf eine gerichtliche Auseinandersetzung mit der NFA eingelassen hatte. In der Saison 2015 belegten die Sharks den 17. Platz und wären somit in die Nigeria National League abgestiegen. Daraufhin schlossen sie sich mit dem Dolphins FC zum Rivers United FC zusammen.
Seine Spiele trug der Verein im Sharks-Stadion (10.000 Plätze) aus, bei größerem Besucherandrang spielte er im Liberation-Stadion (25.000 Plätze).

## Erfolge
- Nigerianischer FA-Cup-Finalist: 1979, 2003, 2009
- WAFU-Club-Cup-Finalist: 1980

## Fanklub
Der Fanklub des Sharks FC hatte über 3000 Mitglieder in ganz Nigeria. Die Fans waren in Nigeria bekannt für ihr pausenloses Schlagzeugspielen, Tanzen und Singen.

## Bekannte ehemalige Spieler
- Adokiye Amiesimaka
- Jossy Dombraye
- Ikechukwu Ezenwa
- Finidi George
- Hamilton Green
- Isaac Louté
- Benjamin Nzeakor
- Richard Owubokiri
- Rowland Orute
- Martin Owolo
- Taribo West
- Juwon Oshaniwa